# Clara Iannotta
Clara Iannotta (* 19. April 1983 in Rom) ist eine italienische Komponistin.

## Biographie

### Flötistin
Clara Iannotta begann ihre Karriere als Flötistin. Nachdem sie im Alter von sechs Jahren mit dem Flötenspiel begonnen hatte, studierte sie zunächst am Conservatorio Santa Cecilia in Rom und besuchte anschließend die höhere Flötenklasse von Michele Marasco und die Meisterklassen der Flötisten. Im Jahr 2001 war sie Erste Flöte und Piccoloflöte der Theatergruppe Musici & Comici. Sie arbeitete häufig mit dem Orchester der Universität Rom III zusammen. Sie trat mit dem Pianisten Simone Temporali auf.

### Komponistin
Danach wandte sie sich zunehmend dem Komponieren zu und studierte von 2006 bis 2010 am Conservatorio Giuseppe Verdi in Mailand Komposition bei Alessandro Solbiati. 2010 bis 2012 ergänzte sie ihre Ausbildung am Pariser Konservatorium bei Frédéric Durieux und am IRCAM bei Yan Maresz. Iannotta schloss ihre Studien von 2014 bis 2018 mit der Promotion an der Harvard University bei Chaya Czernowin ab.
Von 2014 bis 2024 war sie künstlerische Leiterin der Bludenzer Tage zeitgemäßer Musik. Zudem war sie 2022 für eine Saison künstlerische Ko-Leiterin des Festivals Klangspuren Schwaz. Sie hat seit 2025 die künstlerische Leitung der Musiksparte des Festival d‘Automne à Paris inne.
Von 2023 bis 2025 übernahm Iannotta eine Professur für Komposition an der Universität für Musik und darstellende Kunst Wien. Seit 2025 ist sie Professorin am Pariser Konservatorium. Iannotta ist seit 2022 Mitglied der Akademie der Künste (Berlin), Sektion Musik, und seit 2025 ordentliches Mitglied der Bayerischen Akademie der Schönen Künste. Seit 2024 gehört sie dem Kuratorium der Ernst von Siemens Musikstiftung an.
Clara Iannotta erhielt Aufträge vom französischen Kulturministerium, Radio-France, International Composer Pyramid, Résonance Contemporaine, Maggio Musicale Fiorentino, Festival Pontino und dem Ensemble intercontemporain.

## Auszeichnungen
- 2013 DAAD-Stipendium
- 2018 Ernst von Siemens Musikpreis, Förderpreis
- 2018 Hindemith-Preis
- 2018/19 Stipendium in der Villa Medici, Académie de France à Rome
- 2019 Preis Una Vita nella Musica – Giovani
- 2021 Premio Abbiati del disco für das Album Earthing

## Werke

### Werke für Ensembles
- Intent on Resurrection – Spring or Some Such Thing (2014) für siebzehn Musiker; Auftragswerk des Ensemble intercontemporain, betitelt nach dem Werk der Schriftstellerin Dorothy Molloy (1942–2004), Welturaufführung beim Festival d’automne in Paris, 17. Oktober 2014.
- La stagione dei bottoni (2013) für Ensemble, Kinderchor und Elektronik; Uraufführung: Divertimento Ensemble, Leitung Sandro Gorli, am 12. Mai 2013, Auditorium Gruppo 24 Ore, Mailand 12.
- Clangs (2012) für Violoncello und 15 Musiker, Alessandro Solbiati gewidmet; Uraufführung: Séverine Ballon und das Ensemble TM+ (Dir. Laurent Cuniot) am Conservatoire National Supérieur de Paris, Oktober 2012.
- D’après (2012) für sieben Musiker, Alessandro Solbiati gewidmet.
- Aphones (2011) für 17 Musiker, gewidmet der Großmutter Iannottas.

### Kammermusik
- The people here go mad. They blame the wind. (2013–2014), für Bassklarinette, Cello, Klavier und 12 Spieldosen; Auftragswerk des Westdeutschen Rundfunks für Wittener Tage für neue Kammermusik Festival 2014, geschrieben und uraufgeführt vom Trio Catch am 10. Mai 2014.
- A Failed Entertainment (2013), für Streichquartett; Uraufführung: Quatuor Diotima (Widmungsträger des Werks), im November 2013.
- Mini (2013), für Stimme, Schlagzeug, Kalimba, Fahrradklingel, Violine, Violoncello; Dauer: ca. 30 Min.; Uraufführung: Ensemble Aleph (Widmungsträger), 4. Juni 2013, Théâtre Dunois, Paris.
- Un fuori con dentro un dentro für Viola d’amore (2013), für Viola; ca. 8 Minuten; Uraufführung: Marco Fusi, 12. Oktober 2013, Sala delle Colonne di Ca' Giustinian, Venezia, VE Italia, während des Festival Internazionale di Musica Contemporanea, La Biennale di Venezia.
- 3 aus 5 (2012–2013) für zwei Schlagzeuger und Akkordeon
- Limun16 (2011) für Violine, Viola und zwei Blattdreher; gewidmet Barbara Maurer und Melise Mellinger vom Ensemble Recherche, die das Werk uraufführten
- Il colore dell'ombra (2010) für Violine, Violoncello und Klavier
- siciliana-miniature (2009) für Streichtrio
- Al di là del bianco (2009) für Bassklarinette und Streichtrio
- Crossing the Bridge (2008) für Klarinette, Trompete, Violine, Violoncello, Klavier, Schlagzeug.

### Solowerke
- Glockengießerei (2011–12) für Violoncello und Elektronik